# Helga Haftendorn
Helga Haftendorn (* 9. September 1933 in Erfurt; † 6. November 2023 in Berlin) war eine deutsche Politikwissenschaftlerin und Professorin an der Freien Universität Berlin (FU Berlin).

## Leben
Helga Haftendorn bestand 1953 in Heidelberg das Abitur und studierte an den Universitäten Heidelberg, Münster, Frankfurt und Arkansas die Fächer Politikwissenschaft, Geschichte, Geographie und Philosophie. Sie promovierte 1960 bei Carlo Schmid in Frankfurt mit einer Arbeit über „Das Problem von Parlament und Öffentlichkeit, dargestellt am Beispiel der Parlamentsberichterstattung“. 1972 erfolgte die Habilitation an der Universität Hamburg.
Von 1973 bis 1977 war sie Professorin für Politikwissenschaft mit Schwerpunkt Internationale Beziehungen an der Universität der Bundeswehr Hamburg. Seit 1978 war sie Professorin für Politische Wissenschaft, insbesondere Theorie, Empirie und Geschichte der auswärtigen und internationalen Politik, an der Freien Universität Berlin, zum Jahresende 2000 wurde sie emeritiert. In den Jahren 1996–2000 war sie Direktorin der Arbeitsstelle für Transatlantische Außen- und Sicherheitspolitik an der FU Berlin. Sie wird zu den Vertretern des Neoliberalen Institutionalismus in den Internationalen Beziehungen gezählt. 1990/91 amtierte sie als Präsidentin der International Studies Association (ISA).
Helga Haftendorn war Mitglied des beratenden Beirats der Atlantischen Initiative.
Sie starb am 6. November 2023 in ihrer Wohnung in Berlin-Dahlem.

## Ehrungen und Auszeichnungen
- 1986: DBwV-Wissenschaftspreis des Bundeswehrverbandes
- 1995: Max-Planck-Forschungspreis
- 1996: Verdienstorden der Bundesrepublik Deutschland (Verdienstkreuz I. Klasse)
- 1997: Verdienstorden des Landes Berlin
- 2006: Theodor-Eschenburg-Preis[5]
- 2013: Ehrendoktorat der Helmut-Schmidt-Universität[6]

## Schriften (Auswahl)
- Militärhilfe und Rüstungsexporte der BRD. Bertelsmann, Düsseldorf 1971, ISBN 3-571-09262-7.
- Abrüstungs- und Entspannungspolitik zwischen Sicherheitsbefriedigung und Friedenssicherung. Zur Außenpolitik der BRD 1955–1973. Bertelsmann, Düsseldorf 1974, ISBN 3-571-09009-8 (zugleich Habil.-Schrift, Universität Hamburg).
- mit Lothar Wilker, Claudia Wörmann: Die Außenpolitik der Bundesrepublik Deutschland. Wissenschaftlicher Autoren-Verlag, Berlin 1982, ISBN 3-88840-103-8.
- Sicherheit und Entspannung. Zur Außenpolitik der Bundesrepublik Deutschland 1955–1982. Nomos, Baden-Baden 1983, 2. Aufl., 1986, ISBN 3-7890-1259-9; engl.: Security and Detente. Conflicting Priorities in German Foreign Policy, Praeger, New York 1985.
- Sicherheit und Stabilität. Außenbeziehungen der Bundesrepublik zwischen Ölkrise und NATO-Doppelbeschluß. dtv, München 1986, ISBN 3-423-04530-2.
- Kernwaffen und die Glaubwürdigkeit der Allianz. Die NATO-Krise von 1966/67 (= Nuclear history program, Bd. 4), Nomos, Baden-Baden 1994, ISBN 3-7890-3425-8.
- Deutsche Außenpolitik zwischen Selbstbeschränkung und Selbstbehauptung 1945–2000. DVA, Stuttgart/München 2001, ISBN 3-421-05219-0; engl.: Coming of Age. German Foreign Policy since 1945, Rowman & Littlefield, Lanham 2006.

## Belege
1. ↑  Traueranzeige Helga Haftendorn auf lebenswege.faz.net vom 25. November 2023
2. ↑  Eintrag zu Helga Haftendorn im Personenlexikon der internationalen Beziehungen virtuell (PIBv), Herausgegeben von Ulrich Menzel, Institut für Sozialwissenschaften der Technischen Universität Braunschweig.
3. ↑  Presidents International Studies Association: Past-Presidents.
4. ↑  Archivierte Kopie (Memento vom 29. März 2013 im Internet Archive).
5. ↑  Theodor-Eschenburg-Preis für Politikwissenschaftlerin Helga Haftendorn auf Informationsdienst Wissenschaft, 29. September 2006.
6. ↑  Ehrendoktorwürde für Helga Haftendorn. Pressemitteilung vom 8. November 2013 beim Informationsdienst Wissenschaft (idw-online.de).

| Personendaten    | Personendaten                     |
| ---------------- | --------------------------------- |
| NAME             | Haftendorn, Helga                 |
| KURZBESCHREIBUNG | deutsche Politikwissenschaftlerin |
| GEBURTSDATUM     | 9. September 1933                 |
| GEBURTSORT       | Erfurt                            |
| STERBEDATUM      | 6. November 2023                  |
| STERBEORT        | Berlin                            |